# Lutjanus alexandrei
Lutjanus alexandrei là một loài cá biển thuộc chi Lutjanus trong họ Cá hồng. Loài này được mô tả lần đầu tiên vào năm 2007.

## Từ nguyên
Từ định danh alexandrei được đặt theo tên của Alexandre Rodrigues Ferreira, nhà tự nhiên học người Brasil, người có nhiều năm nghiên cứu thực địa ở Brasil vào cuối thế kỷ 18 nhưng bộ sưu tập của ông đã bị tịch thu tại Bảo tàng Ajuda (Lisboa) vào năm 1808. Nhiều mẫu vật mà Ferreira thu thập được mô tả là loài mới mà không có bất kỳ ghi nhận công lao của ông.

## Phân bố và môi trường sống
L. alexandrei có phân bố giới hạn trong bờ biển Brasil, từ bang Maranhão dọc xuống phía nam đến bang Bahia, nhưng không xuất hiện ở các hải đảo.
L. alexandrei sống trên các rạn san hô, bờ đá, đầm phá nước lợ ven bờ và rừng ngập mặn, cũng như cửa sông hay vũng thủy triều, được tìm thấy ở độ sâu ít nhất là 54 m.

## Mô tả
Chiều dài cơ thể lớn nhất được ghi nhận ở L. alexandrei là 31 cm. Loài này có màu nâu sáng ánh đỏ. Các vây đỏ sẫm hơn, rìa vây bụng, vây hậu môn và vây lưng mềm có viền xanh lam óng. Các đốm màu xanh lam óng xuất hiện trên mõm, má và xương trước nắp mang. Có 6 vạch hẹp màu trắng nhạt hai bên thân, có thể mờ đi khi trưởng thành (có thể tới 8 vạch ở cá con <5cm). Cá con từ khoảng 5 cm bắt đầu xuất hiện các sọc xanh óng sau mắt kéo dài đến nắp mang.
L. alexandrei có kiểu hình giống nhất với hai loài là Lutjanus apodus và Lutjanus griseus, hai loài cá hồng ở Bắc Mỹ. So với L. alexandrei, L. apodus ánh vàng trên thân, cũng như có màu vàng trên các vây, còn L. griseus không có các sọc trắng hai bên thân (đôi khi sọc này mờ ở L. alexandrei).
Số gai ở vây lưng: 10; Số tia vây ở vây lưng: 14; Số gai ở vây hậu môn: 3; Số tia vây ở vây hậu môn: 8; Số tia vây ở vây ngực: 16; Số vảy đường bên: 43–48.

## Phân loại
L. alexandrei đã tách khỏi đơn vị phân loại chị em là L. apodus trong khoảng 2,5 – 6,5 triệu năm trước, rào cản có thể là do dòng chảy bùn từ sông Orinoco và sông Amazon dọc theo vùng ven biển gây ra.

## Sinh thái
Vào ban ngày, L. alexandrei trưởng thành thường thấy sống đơn độc hoặc theo nhóm nhỏ nhưng không hoạt động gì nhiều, có thể lẫn vào đàn của Lutjanus jocu. Tương tự như một số loài Lutjanus khác, chúng dường như hoạt động chủ yếu về đêm.
Mùa sinh sản của L. alexandrei diễn ra trong khoảng từ tháng 11 đến tháng 3, đạt đỉnh điểm là vào tháng 2. Tuổi thọ lớn nhất mà L. alexandrei được ghi nhận tính đến thời điểm hiện tại là 22 năm.